# Back in the U.S.S.R.
Back in the U.S.S.R. (Lennon/McCartney) är en låt av The Beatles från 1968.

## Låten och inspelningen
Paul McCartney hade från början döpt denna låt (med anspelning på en slogan för den brittiska industrin, ”I’m Backing the UK”) till “I’m Backing the USSR” och kom senare, som en travesti på Chuck Berrys ”Back in the USA” att bli ”Back in the USSR.” Att låten dock spelades in samtidigt (22–23 augusti 1968) som stridsvagnar rullade in i Tjeckoslovakien och sen släpptes kan tyda på bristande politisk fingertoppskänsla från gruppens sida. Låten kom emellertid senare att bli populär bland ungdomar i Sovjetunionen. 
 Harrison hade återvänt från sin korta grekiska semester till sessionen 22 augusti men just då kokade Ringo Starr över sedan Paul McCartney en gång för mycket mästrat honom angående sättet att spela trummor. Ringo förklarade att han lämnade gruppen (och studion) och man var hastigt och olustigt reducerade till en trio. Att man inte alltid tycks ha tagit Ringo (som återkom till studion 5 september) på allvar i gruppen understryks kanske av det faktum att man direkt efteråt ändå började spela in ”Back in the USSR” med sättningen Harrison (gitarr), Lennon (bas) och McCartney (trummor). 
Den musikaliske McCartney var ändå så pass säker bakom trumsetet att man satte låten på två dagar, inklusive ljudeffekter såsom jetplanet i början. Texten är en skämtsam lek med ord där ”Georgia” anspelar på Georgien snarare än den amerikanska delstaten och man travesterar både Chuck Berry och Beach Boys ”California Girls” (”Moscow Girls Make Me Sing and Shout”). Låten kom med på LP:n The Beatles (White Album), som utgavs i England och USA 22 november respektive 25 november 1968.
I vissa länder som Sverige - men dock inte i Storbritannien - gavs Back in the USSR ut som singel med baksidan Don't Pass Me By 1969.
I samband med en serie singlar som gavs ut under namnet Rock'n'roll Music publicerades 25 juni 1976 en singel i Storbritannien med ”Back in the U.S.S.R.” samt ”Twist and Shout” på baksidan.